# Pfarrkirche Sankt Josef (Weststeiermark)

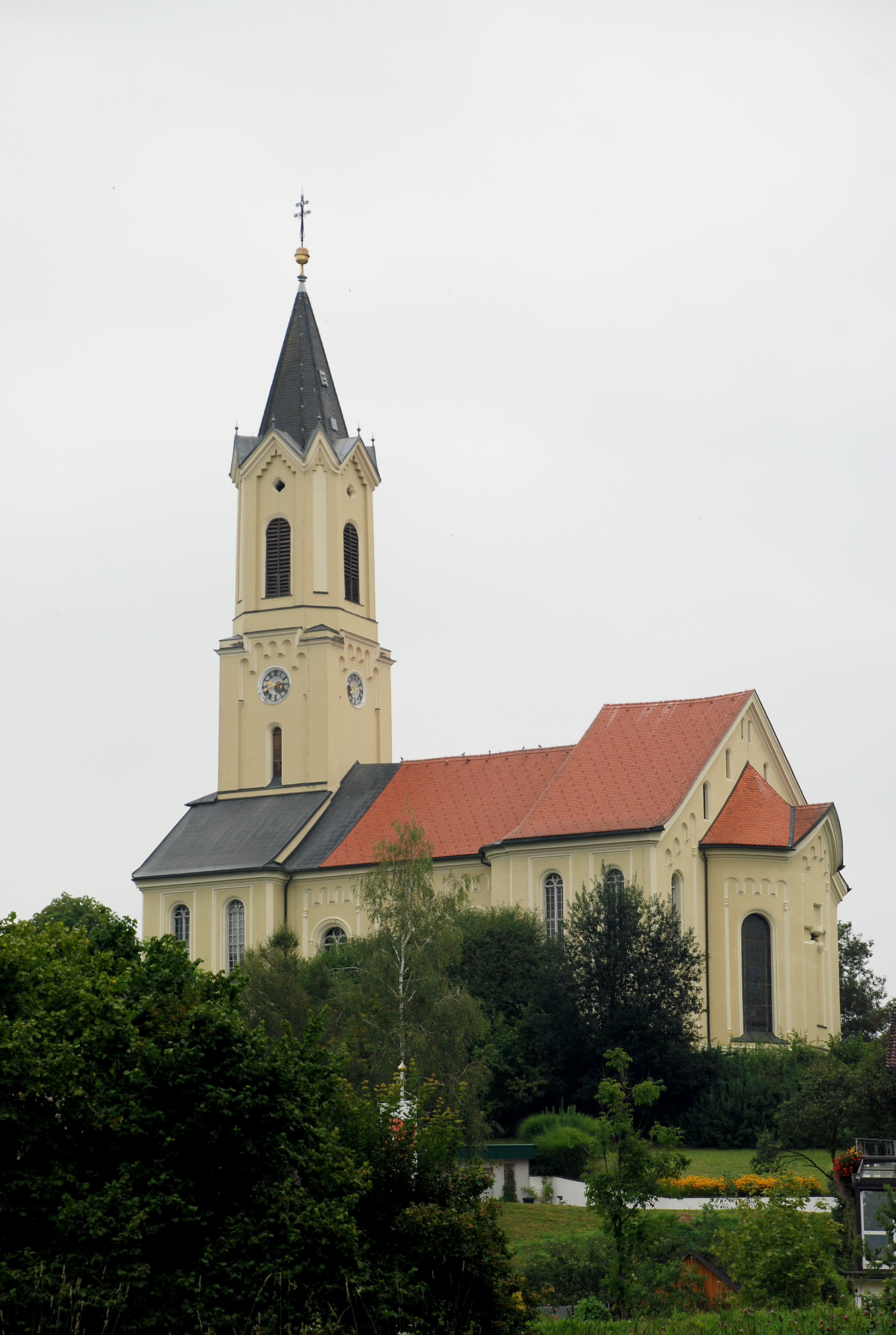
Kath. Pfarrkirche hl. Josef in St. Josef in der Weststeiermark

Die römisch-katholische Pfarrkirche Sankt Josef steht in der Gemeinde Sankt Josef im Bezirk Deutschlandsberg in der Steiermark. Die auf den heiligen Josef von Nazaret geweihte Pfarrkirche gehörte bis Ende August 2018 zum dann aufgelösten Dekanat Deutschlandsberg in der Diözese Graz-Seckau, seit Auflassung dieses Dekanates liegt sie im Seelsorgeraum Südweststeiermark. Die Kirche steht unter Denkmalschutz.

## Lage
Die Kirche steht im zentralen Teil der Gemeinde Sankt Josef im gleichnamigen Dorf auf einer von zwei Gräben begrenzten Anhöhe. Diese Anhöhe ist ein nach Südwesten, von der Rotte Pottachberg in Richtung Teipl Bach streichender Riedel. Die Kirche befindet sich auf einer Seehöhe von rund 355 Metern. An der Kirche führt die St. Josef-Straße (L 640) vorbei, die Sankt Josef mit der Radlpass Straße B 76 verbindet.
Das Pfarrheim steht östlich der Kirche auf der anderen Straßenseite. Der Friedhof der Pfarre schließt direkt westlich an den Kirchhof an.

## Geschichte

### Ursprünge und Weg zur Lokalkaplanei
Das Gebiet der heutigen Pfarre St. Josef war seit der Gründung der dortigen Dörfer im 11. und 12. Jahrhundert seelsorgisch von den drei Pfarren Preding, St. Stefan ob Stainz und Stainz versorgt worden. Die jeweiligen Pfarrkirchen waren für die Bevölkerung teilweise aber nur schwer erreichbar, da die Gegend um Sankt Josef sumpfig war und der Teipl Bach die Wege häufig überschwemmte. Im erstmals 1367 urkundlich nachweisbaren Schloss Rohrbach wurde zu einem unbekannten Zeitpunkt eine, dem heiligen Josef gewidmete Kapelle mit angebauter Sakristei errichtet, die von den Augustiner-Chorherren des Stifts Stainz betreut wurde. Das Schloss selbst wurde am 17. Juni 1602 von der Adelsfamilie Stadl an Jakob Rosolenz, den Propst von Stainz verkauft und kam damit in den Besitz des Stiftes. Der Probst Johann Anton de Angelis suchte 1760 vergeblich um die Erteilung einer Messlizenz für die Kapelle an, um den Angestellten und Gästen eine Teilnahme am Gottesdienst zu ermöglichen. Wegen der schlechten seelsorglichen Versorgung der Bevölkerung plante bereits 1781 der Stainzer Stiftsdechant die Errichtung einer eigenständigen Pfarre in Sankt Josef. Im Auflösungsdekret des Stiftes Stainz vom 18. Juni 1785 war auch die Errichtung einer Pfarre vorgesehen. Diese Pläne wurden aber nicht umgesetzt. Mit der Auflösung des Stiftes kam das Schloss Rohrbach in den Besitz des Religionsfonds und wurde verpachtet. Die Schlosspächter mussten sich nun selbst um die Einsetzung eines Seelsorgers kümmern. Ab 1790 war der Stainzer Exkanoniker Franz Xaver Plappert für die Kapelle zuständig. Aus einem bischöflichen Visitationsbericht von 1793 geht hervor das die Kapelle gut eingerichtet sei und auch mit einer Monstranz mit dem Allerheiligsten ausgestattet war, obwohl keine Seelenmessen gehalten werden durfte. Deshalb ist davon auszugehen das bereits die Chorherren zumindest zeitweise in der Kapelle einen Sonntagsgottesdienst abhielten, zu dem, entgegen der kirchlichen Vorgaben auch die Bevölkerung zugelassen war. Plappert suchte 1794 erneut um eine Messlizenz an, die er am 10. April desselben Jahres von Seckauer Fürstbischof Joseph Adam von Arco erhielt.
Trotz der erteilten Messlizenz für die Schlosskapelle gab es immer wieder Probleme in der Seelsorge der Umgebung, da es keinen festen Priester gab. Bei einer bischöflichen Visitation im Jahr 1805 wurden die seelsorglichen Zustände als unzumutbar beschrieben und die Bevölkerung wünschte sich einem ständigen Gottesdienst im Ort. Die umliegenden Gemeinden baten den Bischof Johann Friedrich von Waldstein-Wartenberg um die Erlaubnis an Sonn- und Feiertagen Gottesdienste in der Schlosskapelle abhalten zu dürfen. Bartholomäus Moser, der damalige Pächter der Herrschaft  St. Josef, sagte dem Bischof zu das Gehalt eines Geistlichen zu bezahlen. Moser musste sich aber selber um die Anwerbung eines Defizientenpriesters kümmern. Durch Fürsprache Josef Paltaufs, der Dechant in Sankt Stefan ob Stainz war, wurde 1817 vom Ordinariat die Bewilligung zum Feiern von Gottesdiensten an Sonn- und Feiertagen erteilt. In Folge suchten Gemeindevertreter um die Errichtung einer Kuratie sowie dem Bau einer eigenen Kirche an. Dieses Ansuchen wurde am 10. Juli 1818 aber abgewiesen, da die Gemeinden die Bau- und Unterhaltskosten nicht übernehmen wollten und der Religionsfonds nicht in der Lage war die Ausgaben zu tragen. Als 1827 Carl Freiherr von Mandell das Schloss Rohrbach von der Staatsgüterkommission ersteigert hatte, konnte auch von Seiten des Bischofs Roman Sebastian Zängerle nicht mehr garantiert werden das die Schlosskapelle weiterhin der Bevölkerung offen stand. Carls Bruder Ludwig von Mandell genehmigte 1844 aber die Nutzung der Kapelle bis zur Errichtung einer eigenen Kirche.
Am 3. Oktober 1845 wurde die Seelsorgestation zu einer provisorischen Stationskaplanei erhoben.

### Von der Lokalkaplanei zur eigenständigen Pfarre
Aufgrund der schwierigen Situation mit der Schlosskapelle widmete der Grundbesitzer Peter Fink mit seinem Testament vom 3. November 1839 4000 Gulden für die Errichtung einer Seelsorgestation in Sankt Josef. Mit diesem Geld kaufte die Gemeinde Sankt Josef 1841 den etwas nördlich des Schlosses gelegene Murbauerngrund zusammen mit dem dazugehörigen Wohn- und Wirtschaftsgebäude.
Die Kirche wurde von 1850 bis 1858 erbaut.
Die, der Stationskaplanei zugewiesenen Gemeinden versuchten in der Folgezeit immer wieder eine selbständige Pfarre oder einen Kirchenbau zu erwirken. Die Ansuchen wurden vom Ordinariat mit der Begründung abgewiesen, dass es einen Priestermangel gebe, und man über kein Personal für eine neue Pfarre verfüge. Die Gemeinde Graggerer führte deshalb 1864 mit dem Franziskanerorden Verhandlungen über die Errichtungen eines Klosters mit angebauten Hospiz bei Sankt Josef. Im Oktober 1865 kam es schließlich zu einem Lokalaugenschein und anschließender Bauverhandlung durch das Ordinariat. Die Umsetzung scheiterte aber schließlich an der Finanzierung des Projekts sowie dem Widerstand der angrenzenden Pfarren, die um ihr Einkommen fürchteten.

## Architektur
Die Kirche wurde nach einem Entwurf des Baumeisters Josef Eberhard aus Stainz und einem eigenen der Baudirektion der Grazer Provinzbehörde in der Stilepoche des Klassizismus/Historismus mit Elementen der Neuromanik, der Neugotik und des Neubarock erbaut. Das Westportal zeigt die Jahresangabe 1861, das Jahr der endgültigen Fertigstellung.
Das Kircheninnere hat ein flaches Kuppelgewölbe. Der auf Wunsch der Baudirektion so ausgeführte eingestellte Turm trägt einen Spitzhelm.

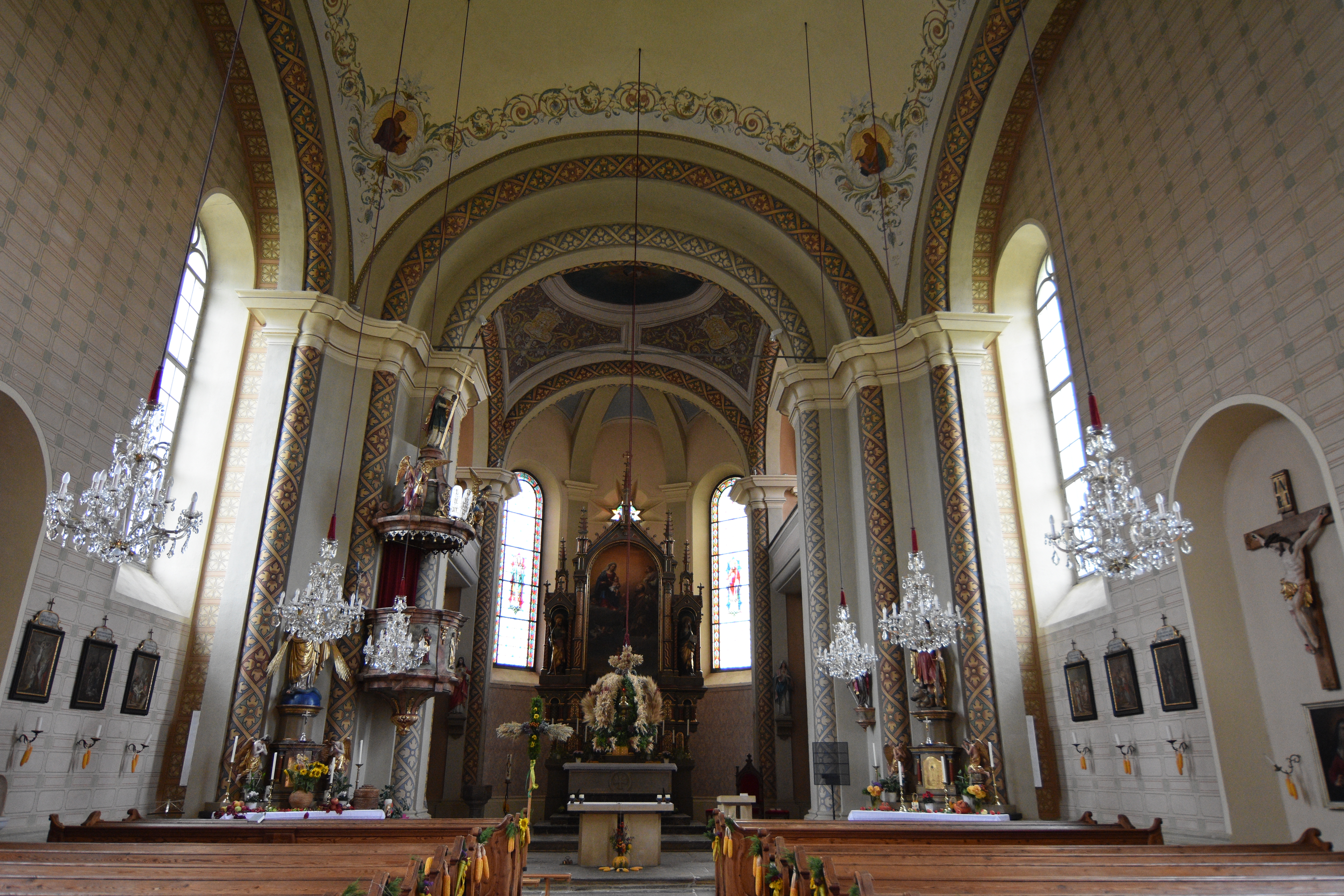
Der Kirchenraum

## Ausstattung

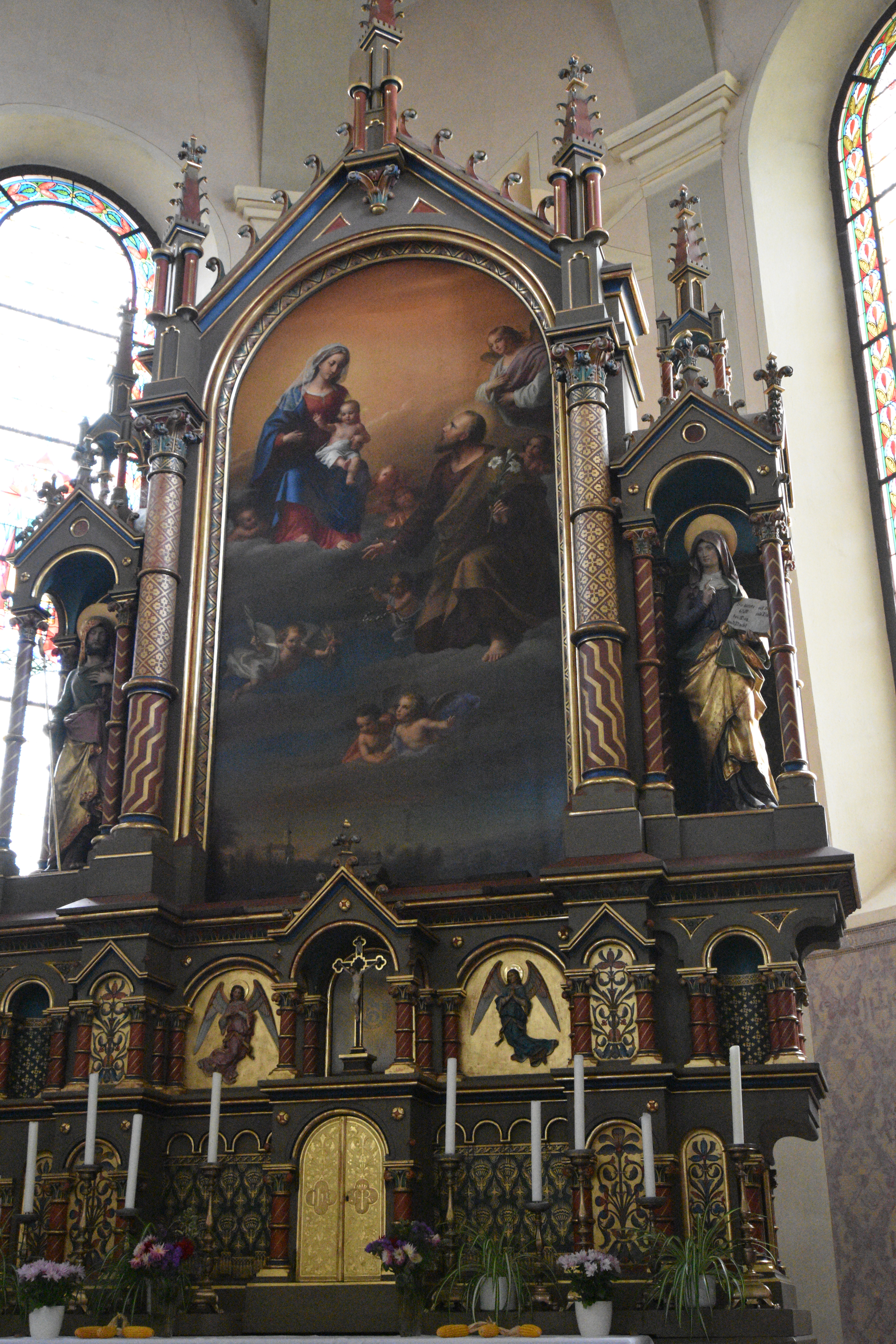
Das Hochaltarbild

Die Einrichtung entstand in der Bauzeit. Das Hochaltarbild Heilige Familie malte 1858 Josef Tunner. Die Figuren der vier Evangelisten als Reliefs an der Kanzel wie auch die Figuren auf dem Schalldeckel mit Glaube, Hoffnung und Liebe sowie die Figur hl. Pankratius am rechten Seitenaltar schuf der Bildhauer Jakob Gschiel. Die Statue Unbefleckte Empfängnis am linken Seitenaltar schuf 1858 der Bildhauer Michael Rosenberger. Es gibt eine barocke Statue hl. Barbara um 1700. Die Kreuzwegbilder stehen in einer barocken Tradition.

### Orgel
Die Orgel der Pfarrkirche St. Josef baute der in Graz ansässige Orgelbauer Friedrich Werner im Jahr 1857. Das auf mechanischen Spiel- und Registertrakturen basierende Instrument besitzt 12 Register verteilt auf einem Manual und Pedal. Bis auf die Prospektpfeifen, die während der beiden Weltkriege ausgetauscht wurden, ist das Instrument noch heute in seinem originalen Zustand erhalten. 2014 erfolgte eine gründliche Sanierung des Instrumentes durch den Murauer Orgelbauer Walter Vonbank.